# 丁子蘭坑
丁子蘭坑，原寫為丁仔蘭坑，是新北市雙溪區的一個地名，位於該區東部，範圍大致為共和里東南端、魚行里南半部、泰平里東北角。

## 歷史
台灣清治末期，丁子蘭坑地區為一街庄，稱為「丁仔蘭坑庄」，隸屬於三貂堡。該庄東北魚行庄為鄰，東南與枋腳庄、槓仔藔庄為鄰，西南邊為大平庄，西北邊為三叉坑庄、平林庄、頂雙溪庄。
1901年（日治明治三十四年）11月，該庄隸屬於基隆廳，編入第十區。1905年（明治三十八年）7月，第十區、第十一區合併為「槓子寮區」。1920年（大正九年），該庄改制並雅化為「丁子蘭坑」大字，隸屬於臺北州基隆郡雙溪庄。
戰後雙溪庄改制為雙溪鄉，隸屬於臺北縣，大字亦改制為村。2010年（民國99年）12月，臺北縣升格為新北市，雙溪鄉改制為雙溪區，村改制為里。

## 交通
北39線為丁子蘭坑地區的主要連絡道路。